# Ales
Ales település Olaszországban, Szardínia régióban, Oristano megyében. Lakosainak száma 1264 fő (2023. január 1.). Ales Albagiara, Curcuris, Marrubiu, Palmas Arborea, Pau, Santa Giusta, Usellus, Villa Verde, Gonnosnò és Morgongiori községekkel határos.

## Népesség
A település népességének változása:
| Lakosok száma | 1436 | 1410 | 1264 |
|               | 2017 | 2018 | 2023 |

## Híres emberek
Itt született
- Antonio Gramsci (1891–1937) marxista filozófus
- Fernando Atzori (1942–2020) olimpia bajnok ökölvívó